# 克塞格

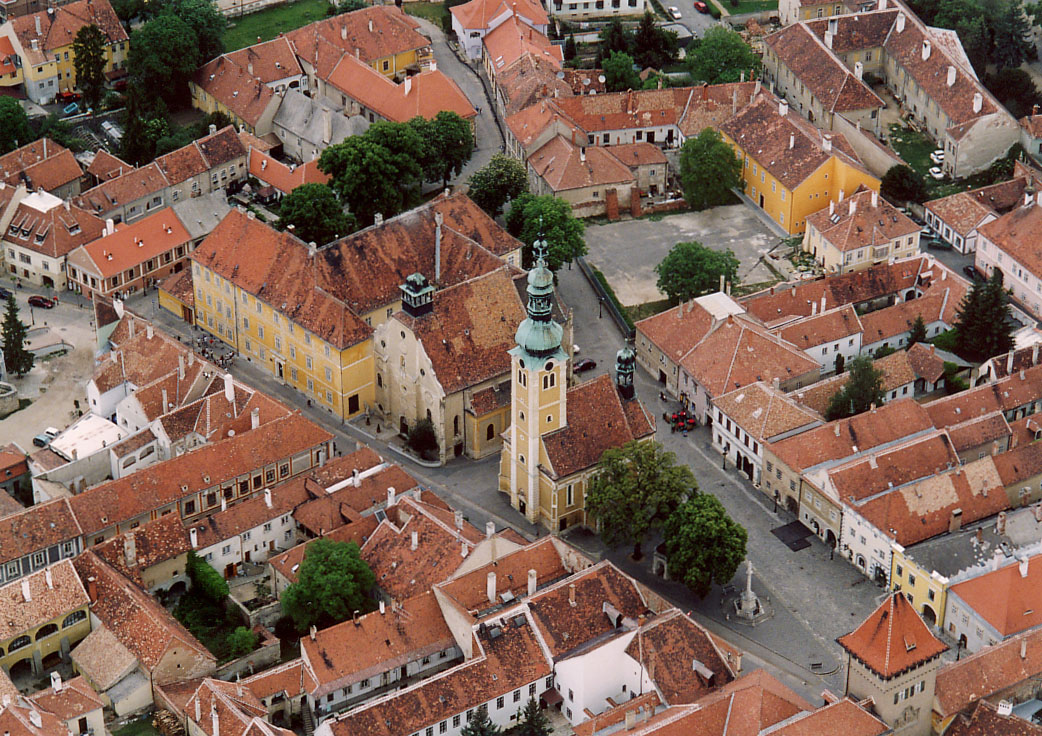

克塞格（匈牙利语：Kőszeg）是匈牙利的城鎮，位於該國西部，距離與奧地利接壤的邊境，由沃什州負責管轄，面積54.65平方公里，海拔高度274米，2011年人口12,077，其中約七成居民信奉天主教。

## 外部連結
- Homepage of Kőszeg （页面存档备份，存于）
- Aerial photography: Kőszeg （页面存档备份，存于）
- Jurisich Miklos Gimnazium[永久]
- History, pictures, and google map of Jurisics Castle （页面存档备份，存于）